# リキソース
リキソース (lyxose) は、五炭糖及びアルドースに分類される糖の一種である。
中心の炭素原子は不斉原子でないため、還元体のリキシトールは、アラビニトールと全く同一の物質である。
L-リキソースは、抗生物質クラマイシンの分解物からのみ得られるが、D-リキソースは天然からは全く産出しない。
水溶液中では異性化を起こし、環状構造との混合物となる（変旋光）。平衡状態に達したときに最も存在比が高いのは α-ピラノース体である。

α-D-リキソフラノース
β-D-リキソフラノース
α-D-リキソピラノース
β-D-リキソピラノース